# Luis Mandoki

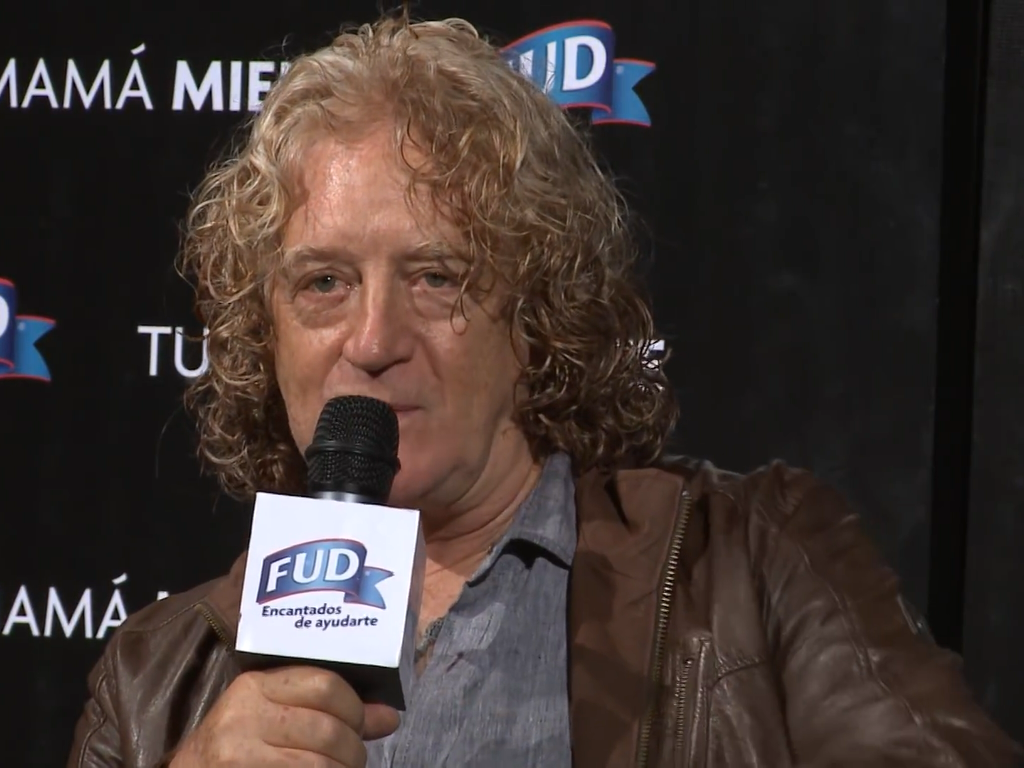
Luis Mandoki nel 2016.

Luis Mandoki (Città del Messico, 17 agosto 1954) è un regista e produttore cinematografico messicano.

## Biografia
Luis Mandoki è nato a Città del Messico in una famiglia di origini ungheresi. Ha studiato Belle Arti in Messico e in seguito al San Francisco Art Institute, London College of Printing, e alla London International Film School. Dopo gli studi ha diretto il suo primo cortometraggio, Silent Music, che vincerà un premio al International Amateur Film Festival del Festival di Cannes del 1976.
Tornato in Messico, ha iniziato a lavorare assiduamente a cortometraggi, documentari e film per il cinema messicano, con titoli come El secreto, Campeche, un estado de ánimo e Mundo mágico. Il primo film che l'ha messo in mostra è stato Gaby, una storia vera del 1987. Negli anni novanta Mandoki ha iniziato a lavorare per Hollywood, dirigendo film come Calda emozione, Nata ieri, Amarsi e Le parole che non ti ho detto.
Dopo il thriller del 2002 24 ore, ha realizzato i film I figli della guerra e ¿Quién es el Sr. López?. 
Torna al cinema, dopo una lunga pausa, nel 2022 con il film Presencias con il quale vince il Premio miglior lungometraggio alla V edizione dell'Apulia Horror International film festival di Gallipoli.

## Vita privata
Mandoki vive a Città del Messico assieme alla moglie Olivia e ai suoi tre figli, Camille, Daniel e Michelle.

## Filmografia
- Mundo mágico (1980)
- Campeche, un estado de ánimo (1980)
- El secreto (1980)
- Papaloapan (1982)
- Motel (1984)
- Gaby - Una storia vera (Gaby: A True Story) (1987)
- The Edge (1989) - Film TV
- Calda emozione (White Palace) (1990)
- Nata ieri (Born Yesterday) (1993)
- Amarsi (When a Man Loves a Woman) (1994)
- Le parole che non ti ho detto (Message in a Bottle) (1999)
- Amazing Grace (2000)
- Meeting Genevieve (2000)
- Angel Eyes - Occhi d'angelo (Angel Eyes) (2001)
- 24 ore (Trapped) (2002)
- I figli della guerra (Voces inocentes) (2004)
- ¿Quién es el Sr. López? (2006)
- FRAUDE: México 2006 (2007)
- Presencias (2022)